# Весела (Земетчинський район)
Весе́ла (рос. Весёлая) — присілок у складі Земетчинського району Пензенської області, Росія.
Населення — 12 осіб (2010; 43 у 2002).
Національний склад станом на 2002 рік:
- росіяни — 100 %